# カルロス・エドゥアルド・ジ・カストロ・ロウレンソ
リンコン（ポルトガル語: Rincón）ことカルロス・エドゥアルド・ジ・カストロ・ロウレンソ（ポルトガル語: Carlos Eduardo de Castro Lourenço、1987年5月31日 - ）は、ブラジルのサッカー選手。ポジションはDF。

## クラブ歴
幼い時から頭角を見せカフーに喩えられていた。右サイドバックを務めていたが、その攻撃での貢献度からマンチェスター・ユナイテッドFCとの仮契約が進んでいた。しかし、2003年6月に3年契約を締結していた。その中で2004年1月に国際サッカー連盟は18歳以下のプレーヤーの国際移籍を禁じたために労働許可を得る事が出来なくなり、破談。移籍先はインテルナツィオナーレ・ミラノになった。2006年夏にエンポリFCに期限付き移籍で加入。2008年夏にギリェルメ・シケイラとともにACアンコーナに期限付き移籍。2009年夏にピアチェンツァ・カルチョに期限付き移籍した。2010年夏の移籍市場最終日に共同保有の形でACキエーヴォ・ヴェローナに移籍。しかし半年でセリエBのFCグロッセートSSDに期限付き移籍となった。
2011年8月18日に2年契約でリーグ・ドゥのトロワACに移籍。2017年6月末まで在籍したが、その後は無所属となった。2018年1月にリーグ・ドゥのスタッド・ラヴァルに加入した。